# 진양군 영인정씨 묘 출토유물
진양군 영인정씨 묘 출토유물(晋陽郡 令人鄭氏 墓 出土遺物)은 서울특별시 용산구 한남동, 삼성미술관 리움에 있는 조선시대의 백자이다. 1974년 7월 9일 대한민국의 국보 제172호로 지정되었다.

## 개요
경상남도 거창군 북상면에 있는 진양군 영인정씨의 무덤에서 편병·접시·대접·잔·묘지(墓誌) 등 조선백자 10점이 출토되었다.
진양군 영인정씨는 조선 세조 때 언양 현감을 지낸 김윤(金潤)의 어머니로 진양군은 출신지역이고 영인은 4품 벼슬 관리의 부인에게 주는 칭호를 말한다.
편병은 높이 2.17cm, 밑지름 7.7cm로 몸통이 둥글고 앞뒤로 납작한 모양이다. 아가리는 밖으로 살짝 벌어졌고, 굽이 좁고 높아 특이하다. 몸통에는 흑색 상감으로 모란과 덩굴무늬를 그려 넣었다.
묘지(墓誌)는 죽은 사람의 이름·신분·행적들을 새겨서 무덤 옆에 묻는 돌로, 이 묘지의 크기는 가로 20.4cm, 세로 36.6cm이다. 윗쪽은 연잎이 덮은 모양을 선으로 나타내었고 아랫쪽은 양쪽에 두 줄의 사선을 긋고 그 안에 연꽃을 새겼다. 묘지에는 정씨의 가계·가족상황·사망일시 등 내용을 적었다. 이를 통해 정씨가 1466년에 죽었고, 유물을 만든 시기를 알 수 있게 되었다.
대체로 묘지의 형식은 이화여자대학교 박물관 소장의 선덕 10년명(1435) 청자상감묘지와 동일하며 글씨와 무늬는 흑색 상감으로 나타내고 표면에 미세한 균열이 있는 백자유약을 엷게 입혔다. 이 두 작품은 바탕흙으로 보아 고려 백자의 계통을 이어받은 특이한 모양으로, 경상도 지방의 백자가마에서 제작되었으리라 추정된다.
잔은 순백자로 손잡이가 있으며, 잔 받침도 갖추어져 있다. 조선 전기 백자 중 톱니바퀴 모양의 손잡이는 희귀한 편으로, 무덤에 함께 묻기 위해 만들어진 듯하다.

## 갤러리

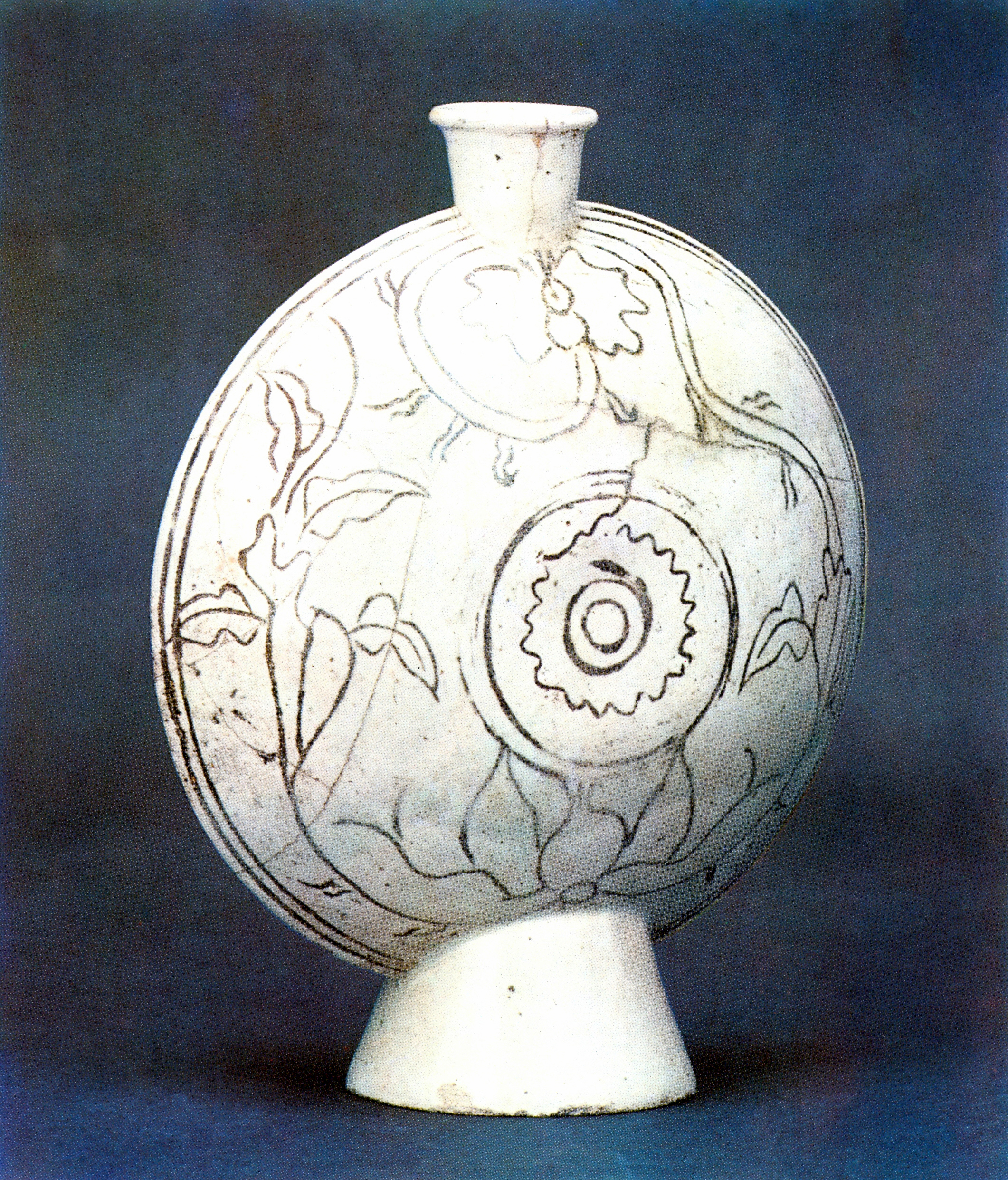

## 참고 자료
- 진양군 영인정씨 묘 출토유물 - 국가유산청 국가유산포털